# Horyniec (Natura 2000)
Horyniec (PLH180017) – specjalny obszar ochrony siedlisk położony na granicy Płaskowyżu Tarnogrodzkiego i Roztocza Wschodniego, w powiecie lubaczowskim, w pobliżu Horyńca-Zdroju. Zajmuje powierzchnię 11 633 ha.
W obszarze podlegają ochronie następujące siedliska przyrodnicze z załącznika I dyrektywy siedliskowej:
- łąki świeże
- jaskinie nieudostępnione do zwiedzania
- żyzna buczyna karpacka
- grąd
- łęgi

Występują tu następujące gatunki z załącznika II:
- wilk Canis lupus
- ryś Lynx lynx
- nocek duży Myotis myotis
- mopek zachodni Barbastella barbastellus
- nocek łydkowłosy Myotis dasycneme
- przeplatka aurinia Euphydryas aurinia
- czerwończyk nieparek Lycaena dispar

## Inne formy ochrony przyrody
Znaczna część terytorium obszaru leży w granicach Południoworoztoczańskiego Parku Krajobrazowego (71,44%) i Roztoczańskiego Obszaru Chronionego Krajobrazu (18,47%). 
Na terenie obszaru znajdują się dwa rezerwaty przyrody: Sołokija i Źródła Tanwi.